# Emmet O’Neal (Politiker, 1853)

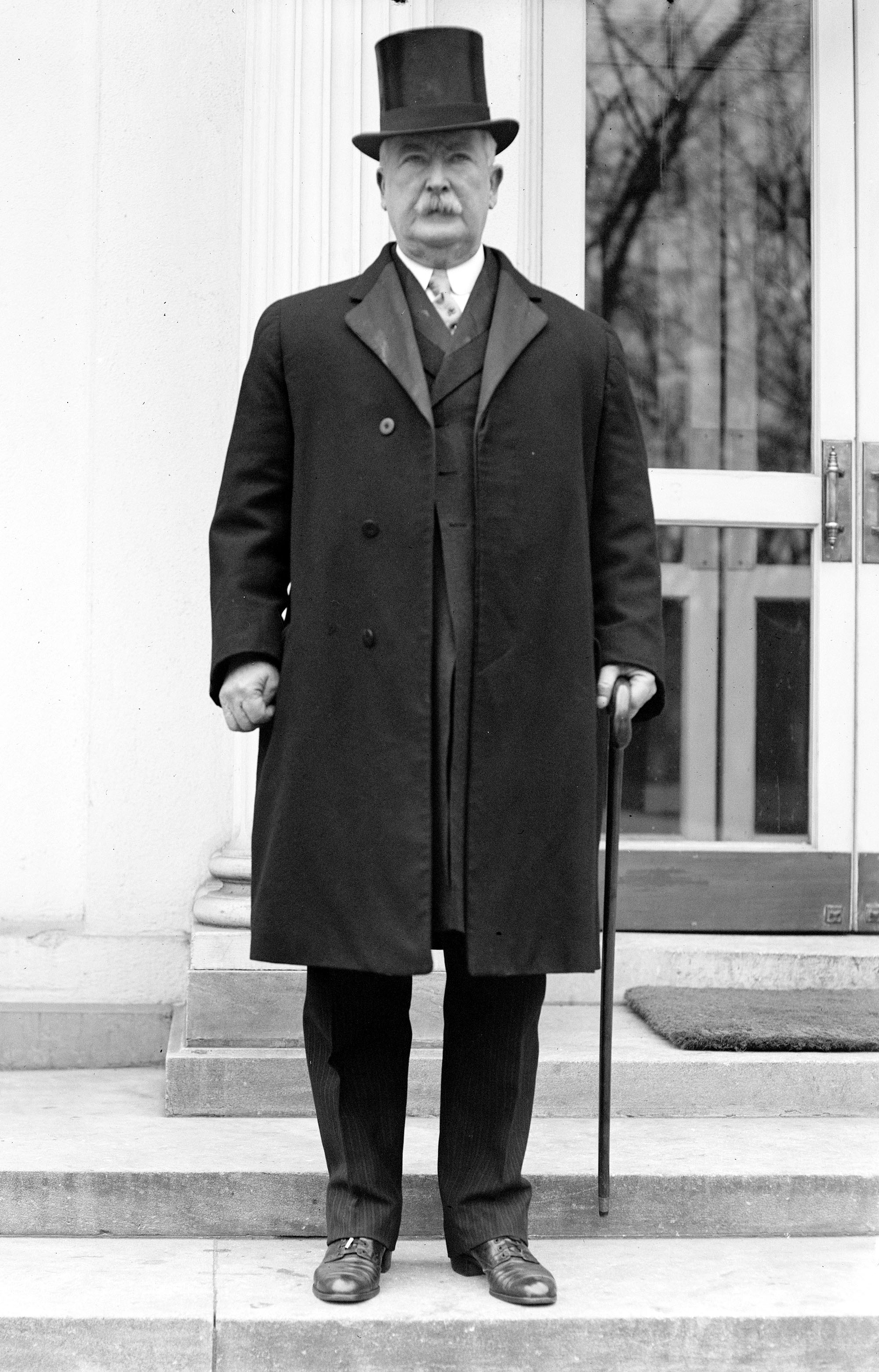
Emmet O’Neal (1913)

Emmet O’Neal (* 23. September 1853 in Florence, Alabama; † 7. September 1922 ebenda) war ein US-amerikanischer Politiker und Gouverneur des Bundesstaates Alabama. Er war Mitglied der Demokratischen Partei.

## Frühe Jahre und politischer Aufstieg
Emmet O’Neal war der Sohn von Edward A. O’Neal, der zwischen 1882 und 1886 das Gouverneursamt in Alabama ausübte. Er besuchte die öffentlichen Schulen in Florence und graduierte 1873 an der University of Alabama. Anschließend studierte er Jura unter der Anleitung seines Vaters, bekam 1875 seine Zulassung als Anwalt und ging mit seinem Vater eine Partnerschaft ein, bis dieser zum Gouverneur gewählt wurde. Anschließend entschloss sich O’Neal 1880, in die Politik zu gehen, als er in das State Democratic Executive Committee gewählt wurde. Er war in zahlreichen Funktionen vor seiner Wahl zum Gouverneur tätig, darunter als Präsidentschaftswahlmann 1884 und 1892, Delegierter beim Verfassungskonvent von Alabama 1901 sowie Bundesstaatsanwalt zwischen 1893 und 1897.

## Gouverneur von Alabama
Am 8. November 1910 wurde O’Neal mit 80,2 Prozent der Stimmen gegen den Republikaner Joseph O. Thompson zum Gouverneur von Alabama gewählt und am 17. Januar 1911 vereidigt. Während seiner Amtszeit wurde ein Landschulbibliotheksystem eingeweiht, die Prohibition aufgehoben und ein regionales Spirituosenvorkaufsrecht erlassen. Die Oyster Commission und das State Highway Department wurden geschaffen. Gesetze für den Schutz von Bergwerksarbeitern und Kinderarbeit wurden verbessert. Ferner war O’Neal das erste Staatsoberhaupt (Chief Executive), das den neuen Gouverneurswohnsitz bezog. Seine Amtszeit wurde durch einen Unterschlagungsskandal innerhalb seiner Regierung gelähmt. O’Neal verließ am 18. Januar 1915 sein Amt und wurde zu einem Sachverständigen für Insolvenzfälle ernannt. Am 7. September 1922 verstarb er in Florence. Er war mit Lizzie Kirkman verheiratet und sie hatten drei gemeinsame Kinder.